# 埃里克·汉森
埃里克·汉森（丹麥語：Erik Hansen，1939年11月15日—2014年9月30日），丹麦男子皮划艇运动员。他曾代表丹麦参加1960年、1964年、1968年和1972年夏季奥林匹克运动会皮划艇比赛，获得一枚金牌和二枚铜牌。